# Zwölf-Apostel-Kirche (Züssow)

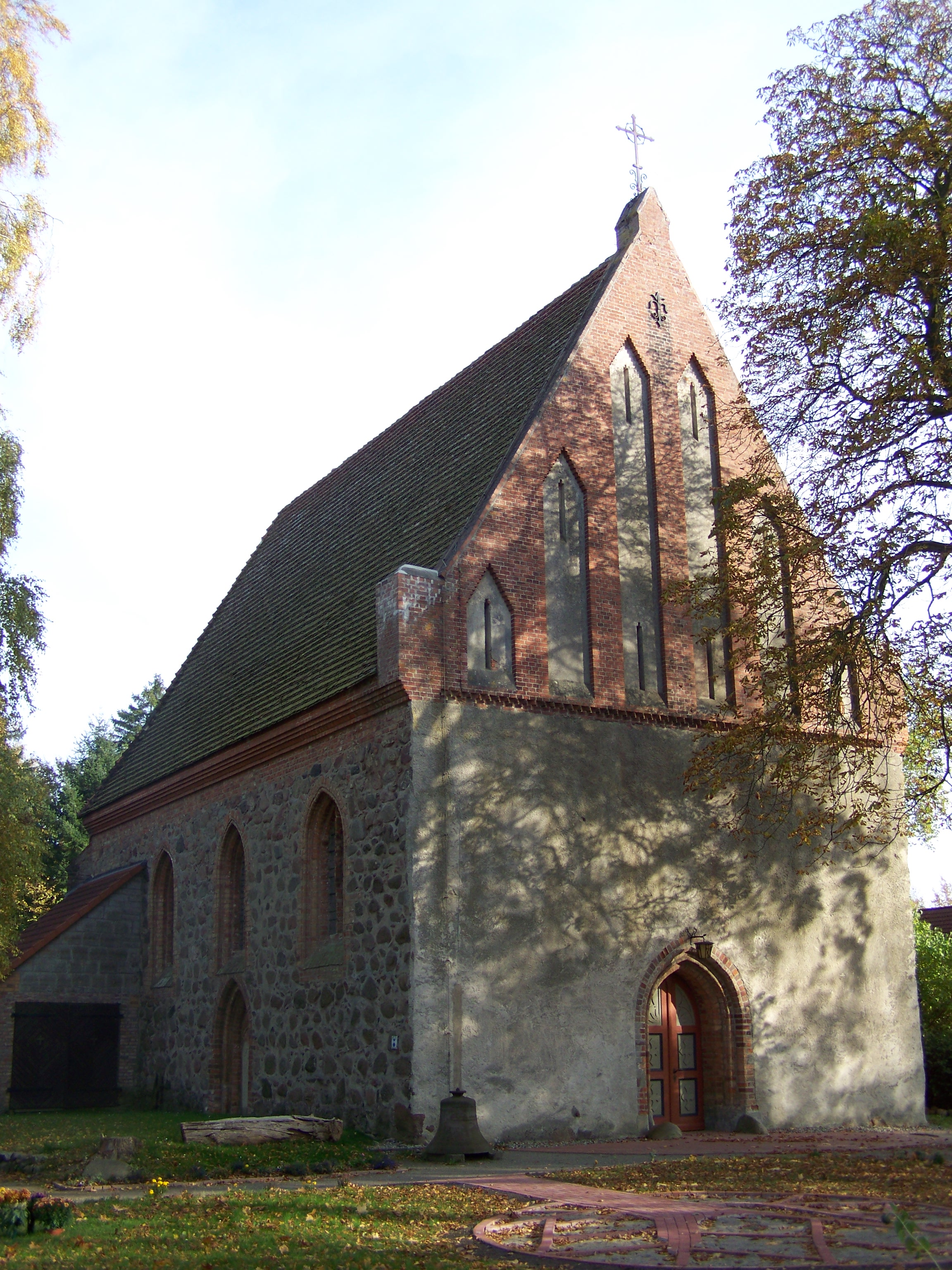
Die Zwölf-Apostel-Kirche in Züssow (2009)

Die Zwölf-Apostel-Kirche ist ein aus dem 14. Jahrhundert stammendes spätgotisches Kirchengebäude in der Gemeinde Züssow.
Die ziegelgedeckte Kirche mit kleinem Feldsteinsaal mit dreiseitigem Ostschluss und Details in Backstein wurde am Ende des 14. Jahrhunderts erbaut. Die Umfassungswände der Chorkirche bestehen aus Feldsteinen. Der Chorschluss zeigt gestufte Strebepfeiler, die Fenster am Chorschluss und an der Südseite des Kirchenschiffes sind dreibahnig, die an der Nordwand zweibahnig ausgeführt. Am zugesetzten Nordportal wurde die Grabplatte der 1806 gestorbenen Dorothea von Seeckt eingemauert. Das Traufgesims wurde 1887 erneuert, ebenso der Westgiebel. 1946 wurde anstelle der Sakristei ein Nordanbau mit Pultdach errichtet. Im dritten Viertel des 20. Jahrhunderts wurde die Westwand verputzt.
Im Siebenjährigen Krieg wurde der Glockenturm stark beschädigt, so dass er 1765 abgetragen wurde; zwei in die Südwand eingemauerte Kugel, die den Turm zerstört haben sollen, erinnern daran. Vor der Kirche wurde 1853 ein separat stehender Glockenstuhl gebaut, der 1997 erneuert wurde. Er trägt zwei Glocken, eine aus dem Jahr 1880 und eine aus dem Jahr 1962.
Die Kirche besitzt eine Balkendecke, es existieren Auflager für eine Wölbung.
Auf dem aus dem Jahr 1946 stammenden Altar befindet sich ein vierflügliges geschnitztes Retabel aus dem 15. Jahrhundert, welches in den Flügeln die 12 Apostel und im Mittelschrein eine Kreuzigungsgruppe (1946) zeigt. Die Rückseite weist Reste der ursprünglichen Bemalung auf. Die Kanzel stammt aus dem Jahr 1687. Die Orgel wurde um 1860 von Barnim Grüneberg aus Stettin gefertigt und 1944 durch W. Sauer klanglich umgestaltet. In den 1980er Jahren wurde eine Christophorus-Wandmalerei entdeckt und freigelegt.
Die evangelische Kirchgemeinde Züssow-Zarnekow-Ranzin gehört seit 2012 zur Propstei Demmin im Pommerschen Evangelischen Kirchenkreis der Evangelisch-Lutherischen Kirche in Norddeutschland. Vorher gehörte sie zum Kirchenkreis Greifswald der Pommerschen Evangelischen Kirche.